# Garðabær (gmina)
Garðabær – gmina w południowo-zachodniej Islandii, w obszarze miejskim Wielkiego Reykjavíku, rozciągająca się od rozczłonkowanego półwyspu Álftanes, położonego między zatokami Skerjafjörður i Hafnarfjörður, dalej przez okolice głównego miasta Garðabær aż po pola lawowe we wnętrzu półwyspu Reykjanes w okolicach wulkanicznej góry Helgafell. Położona jest między gminą Kópavogsbær na północy a gminą Hafnarfjarðarkaupstaður na południu. Na początku 2018 roku zamieszkiwało ją 15,7 tys. mieszk., z tego większość w głównych miejscowościach gminy: Garðabær (12912 mieszk.) i Álftanes (2586 mieszk.).

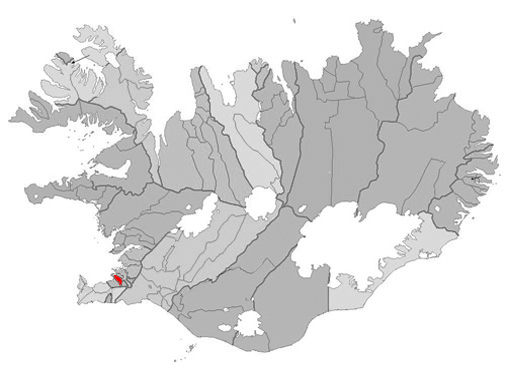
Położenie gminy Garðabær na mapie administracyjnej kraju

Gmina nosiła wcześniej nazwę Garðahreppur. Współczesna gmina powstała po przyłączeniu do gminy Garðabær sąsiedniej gminy Álftanes w 2012 roku.